# Otoška keltska umetnost
Otošna keltska umetnost, znan tudi pod imenom hiberno-saksonska umetnost, je slog v umetnosti, ki je nastal v post-rimski zgodovini Irske in Velike Britanije. Izraz izhaja iz insula, latinskega izraza za "otok"; v tem obdobju sta Britanija in Irska imeli v precej drugačen slog od preostale Evrope. Umetnostni zgodovinarji običajno sestavljajo otoško umetnost kot del umetniškega gibanja migracijskega obdobja in zgodnje srednjeveške zahodne umetnosti in je kombinacija teh dveh tradicij, ki slogu dajejo poseben značaj. 
Večina otoške umetnosti izvira iz irskega samostanskega gibanja keltskega krščanstva ali kovinskih izdelkov za sekularno elito in obdobje se začne okoli leta 600 z združevanjem keltskih in anglosaksonskih slogov. Ena glavnih značilnosti je dekoracija preplet, zlasti dekoracija prepleta kot je bila najdena v Sutton Hoo, v vzhodni Angliji, ki se zdaj uporablja za okrasitev novih vrst predmetov, večinoma kopiranih iz mediteranskega sveta, predvsem kodeksa ali knjige. 
Najboljše obdobje sloga je prenehalo z vikinškimi napadi na samostanska središča in aristokracijo, ki so se začeli konec 8. stoletja. Predpostavlja se, da so prekinili delo na Knjigi iz Kellsa in kasnejše knjige evangelijev niso bile več tako imenitno iluminirane kot mojstrovine 8. stoletja.  V Angliji se je slog združil v anglosaksonsko umetnostjo okoli leta 900, medtem ko se je na Irskem nadaljeval do 12. stoletja, ko se je združil v romansko umetnostjo. Irska, Škotska in kraljevina Northumbrija v severni Angliji so najpomembnejša središča, primeri pa so bili najdeni tudi v južni Angliji, Walesu in v celinski Evropi, zlasti v Galiji (danes v Franciji), v centrih, ki so jih ustanovili Irsko-škotski misijoni in anglosaksonski misijoni. Otoška umetnost je vplivala na vse naslednje evropske srednjeveške umetnosti, zlasti v dekorativnih elementih romanskih in gotskih rokopisov.
Ohranjeni primeri otoške umetnosti so v glavnem iluminirani rokopisi, rezbarije v kovini in kamnu, zlasti kamniti križi. Površine so zelo okrašene z zapletenimi vzorci, brez poskusa dati vtis globine, volumna ali recesije. Najboljši primeri so Knjiga iz Kellsa, Lindisfarnski evangeliji, Knjiga iz Durrowa, broške kot je Broška iz Tare in Ruthwellski križ. Strani kot preproga so posebna značilnost otoških rokopisov, čeprav so tudi okrašena začetnica (otoški izum), kanonske table in figurativne miniature, zlasti portreti evangelistov, pogosti.

## Uporaba izrazov
Izraz je izhajal iz njene uporabe za otoško gelsko pisavo, ki ga je OED (Oxford English Dictionary) prvič navedel leta 1908 in se uporablja tudi za skupino otoških keltskih jezikov s strani jezikoslovcev. Sprva se uporablja predvsem za opis sloga dekoracije iluminiranih rokopisov, ki so zagotovo najštevilnejši tip večjih ohranjenih predmetov, ki uporabljajo slog, se zdaj bolj uporablja v vseh umetnostih. Prednost je prepoznati enotnost slogov po vsej Britaniji in na Irskem, pri čemer se je treba izogibati uporabi pojma Britanski otoki, občutljive teme na Irskem, pa tudi izogibanja argumentom o izvoru sloga in mestu ustvarjanja specifičnih del, ki so v 20. stoletju pogosto ostra.  Nekateri viri razlikujejo med »širšim obdobjem med 5. in 11. stoletjem, od odhoda Rimljanov do začetkov romanskega sloga« in »bolj specifično fazo od 6. do 9. stoletja, med preoblikovanjem v krščanstvo in naseljevanjem Vikingov«. C. R. Dodwell, nasprotno pravi, da je na Irskem »otoški slog nadaljeval skoraj nesporno do invazije Anglo-normanov leta 1170, primeri pa se pojavljajo celo v 13. in 14. stoletju«. 

## Otoška dekoracija
Izvirni slog je najbolj znan po svoji gosti, zapleteni in domiselni dekoraciji, ki ima elemente več zgodnejših slogov. Pozna železnodobna keltska umetnost ali "Ultimate La Tène", je priljubil spirale, triskelione, kroge in druge geometrijske motive. Ti so bili združeni z živalskimi oblikami, ki naj bi izhajale predvsem iz germanske verzije splošnega evroazijskega živalskega sloga, čeprav tudi iz keltske umetnosti, kjer so bile glave, ki so končale zvitke, pogosti. Preplet sta uporabljali obe tradiciji, pa tudi rimska umetnost (na primer v tleh mozaikov) in drugi možni vplivi, kot je koptska umetnost, je bila v otoški umetnosti uporabljena na novi ravni, kjer je bila kombinirana z drugimi že omenjenimi elementi. Nobenega poskusa ni bilo, da bi predstavljali globino v slikanju rokopisov, poudarek je bil na briljantno oblikovani površini. Človeška figura je bila v zgodnjih delih prikazana na isti geometrični način kot živalske figure, vendar so se razmere klasičnega slikovnega sloga razširile tekom obdobja, verjetno večinoma iz južnih anglosaških regij, čeprav so severna območja imela tudi neposredne stike s celino . Izvor celotne oblike strani preproge so se pogosto povezovale z rimskimi talnimi mozaiki , koptskimi preprogami in slikami iz rokopisov  brez splošnega dogovora med učenjaki.

## Ozadje
Za razliko od sodobne bizantinske umetnosti in večine večjih obdobij, otoška umetnost ne izhaja iz družbe, v kateri so se skupni slogovni vplivi razširili po številnih vrstah predmetov v umetnosti, uporabnosti in dekorativni umetnosti. Na vseh otokih je bila družba v celoti podeželska, stavbe so bile rudimentarne in arhitektura nima otoškega sloga. Čeprav so sorodni predmeti v mnogih pokvarljivih medijih zagotovo obstajali in (še) niso ohranjeni je jasno, da tako verski kot sekularni otoški pokrovitelji pričakujejo posamezne predmete bleščeče virtuoznosti, ki so bili še bolj bleščeči zaradi pomanjkanja vizualne prefinjenosti v svetu, v katerem so jih videli. 
Krščanske in sekularne elite so bile zlasti na Irskem pogosto zelo tesno povezane. Nekateri irski opati so bili generacije med majhnimi sorodniki. Irska je bila razdeljena na zelo majhna "kraljestva", skoraj preveč za zgodovinarje, da bi jih lahko spremljali, medtem ko je bilo v Britaniji manjše število večjih kraljestev. Obe, keltska (irska in piktska) in anglosaksonska elita, sta imeli dolgoletne tradicije obdelovanja kovin najboljše kakovosti, veliko predmetov pa je bilo namenjeno osebnemu okrasju obeh spolov elite. Izvirni slog izhaja iz srečanja njihovih dveh slogov, keltskega in anglosaksonskega živalskega sloga, v krščanskem kontekstu in z nekaj zavedanja poznega antičnega sloga. To še posebej velja pri njihovi uporabi v knjigah, ki je bila nova vrsta obeh teh tradicij, pa tudi kovine. 
Vloga kraljevine Northumbrija pri oblikovanju novega sloga je bila ključna. Najsevernejše anglo-saksonsko kraljestvo se je še naprej širilo na območja s keltskimi prebivalci, vendar je pogosto pustilo te prebivalce večinoma nepoškodovane na območjih, kot so Dál Riata, Elmet in kraljestvo Strathclyde. Irski samostan na otoku Iona je leta 563 ustanovil sv. Columba (Colum Cille), ko je bil Iona del Dál Riata, in je vključeval ozemlje na Irskem in današnji Škotski. Čeprav je prvo pretvorbo nekega norumbrijskega kralja, Edvina leta 627, opravljala duhovščina iz Gregorijanske misijona v Kentu, je bilo keltsko krščanstvo Ione, ki je bilo na začetku bolj vplivno v Northumbriji, leta  635 ustanovilo Lindisfarne na vzhodni obali kot satelit. Vendar je Northumbria ostala v neposrednem stiku z Rimom, druge pomembne samostanske centre pa sta ustanovila škofa Wilfrid in Benedikt Biscop, ki sta pogledala v Rim in na sinodi v Whitbyju podprla rimske obrede, medtem ko je Iona sinodo zapustila in ni sprejela rimskega velikonočnega obdobja do leta 715. 

## Otoški kovinski izdelki
Krščanstvo je odvračalo od pokopa grobnih pridatkov, tako da imamo vsaj od Anglosasov večje število predkrščanskih ohranjenih kot tistih iz poznejših obdobij. Večina primerov, ki so se ohranili iz krščanskega obdobja, je bila najdena v arheoloških najdiščih, ki nakazujejo, da so bili na hitro skriti, izgubljeni ali opuščeni. Obstaja nekaj izjem, zlasti prenosnih svetišč ("cumdachs" – knjiga svetišče) za knjige ali relikvije, od katerih so bila nekatera nenehno v lasti, večinoma cerkev na celini - čeprav je bil relikviarij Monymusk vedno na Škotskem. Na splošno je jasno, da je večina ohranjenih le naključno in da imamo samo nekaj vrst predmetov, še posebej največje in najmanj prenosljive. Najvišjo kakovost imajo bodisi lažni nakit, največji in najbolj izdelani deli verjetno za moške uporabnike ali namizni pribor ali oltarni predmeti v očitnih zelo podobnih slogih - nekaj kosov ni mogoče samozavestno dodeliti med oltarne in za kraljevsko jedilno mizo. Zdi se celo verjetno, da so najlepše cerkvene predmete izdelale sekularne delavnice, ki so bile pogosto povezane s kraljevskim gospodinjstvom, čeprav so druge kose izdelale samostanske delavnice. Dokazi kažejo, da so irski kovinarji proizvedli večino najboljših del, vendar so najdbe iz kraljevega groba v Suttonu Hoo, od daleč iz vzhoda Anglije in začetka obdobja, tako fini pri oblikovanju kot izdelavi kot kateri koli Irski kosi.
Obstajajo številne velike broške, vključno številne primerljive s kakovostjo  broške iz Tare. Skoraj vse so v Narodnem muzeju Irske, Britanskem muzeju, Narodnem muzeju Škotske ali v lokalnih muzejih na otokih. Vsaka od njih je popolnoma individualno podrobna in izdelava raznolika v tehniki in odlične kakovosti. Številni elementi so lahko oblikovno neposredno povezani z elementi, ki se uporabljajo v rokopisih. Skoraj vse tehnike, znane v obdelavi kovin, najdemo v otoških izdelkih. Ohranjeni kamni, ki so se uporabljali pri dekoraciji, so poldragi, med najobičajnejšimi je jantar in kamenimi kristali, tudi granat. Uporabljeno je tudi barvno steklo, emajl in millefiori steklo, verjetno uvoženo. 
Kelih iz Ardagha in kelih Derrynaflan Hoard, ki sta bila postavljena s pateno, cedilom in bazenom (odkrita šele leta 1980), sta najbolj izstopajoča kosov cerkvenih kovinskih predmetov (ohranjeni samo trije drugi kelihi in nobena druga patena). Ti deli naj bi izhajali iz 8. ali 9. stoletja, vendar je večina datacij kovinskih izdelkov negotova in v veliki meri izhaja iz primerjave z rokopisi. Samo fragmenti ostajajo od tistih, ki so bili verjetno veliki deli cerkvenega pohištva, verjetno s kovinskimi deli na lesenih okvirih, kot so relikviariji, križi in drugi predmeti. Križ iz Conga je irski procesijski križ in relikviarij iz 12. stoletja, ki prikazuje otoške dekoracije, ki so jih morda dodali v revivalističnem duhu. Pozlačena bronasta Athlonska plošča s križanjem (Athlone Crucifixion Plaque) (Narodni muzej Irske, morda 8. stoletje) je najbolj znana iz skupine devetih opisanih irskih kovinskih plošč s križanjem in je primerljiva v slogu, ki prikazuje številne visoke križe. Lahko je prišla iz platnice knjige. 
Ostanki velike opatijske cerkve v otoškem obdobju ostajajo težko predstavljivi. Ena stvar, ki se zdi jasna je, da so najbolj polno okrašeni rokopisi obravnavani kot dekorativni predmeti za prikaz in ne kot knjige za študij. Najbolj polno okrašena med vsemi, Knjiga iz Kellsa, ima več napak, ki so ostale nepopravljene, ni bilo dodanih besedilnih naslovov, potrebnih za uporabo kanonskih tabel in ko je bil leta 1006 ukraden pokrov iz plemenitih kovin, je bil vzet iz zakristije, ne iz knjižnice. Knjiga je bila obnovljena, ne pa platnice, kot se je zgodilo tudi s knjigo iz Lindisfarne. Nobeden od glavnih otoških rokopisov ni ohranil svojih z dragulji izdelanih kovinskih patnic, vendar iz dokumentarnih dokazov vemo, da so bile tako spektakularne kot nekaj preostalih kontinentalnih primerov . Ponovno uporabljena kovinska zadnja platnica Lindauskih evangelijev (zdaj v knjižnici Morgan, New York ]) je bila narejena v južni Nemčiji konec 8. ali 9. ? stoletja, pod velikim otoškim vplivom in je morda najboljši pokazatelj, kako so izgledale originalne platnice velikih otoških rokopisov, čeprav je en primer zlate platnice z granati iz anglosaksonskega Staffordshire Hoarda, najden leta 2009, morda kos platnice. Obliko Lindau obvladuje križ, vendar je celotna površina platnice okrašena s prepletenimi ploščami med kraki križa. Cloisonné emajl kaže italijanski vpliv in ga ni mogoče najti pri otočnih primerih, vendar je celoten učinek zelo podoben strani kot preproga. 

## Otoški rokopisi
Čeprav veliko več primerov ohranjenih kot velika dela iz kovine, je razvoj sloga po navadi opisan z naslednjimi izjemnimi primeri:
Cathach sv. Columba. Irski latinski psalter iz zgodnjega 7. stoletja, [32] je morda najstarejši znani irski rokopis katere koli vrste. Vsebuje samo okrašene črke na začetku vsakega psalma, vendar ti že kažejo značilne lastnosti. Ne le začetne, ampak prvih nekaj črk so okrašene, v manjših velikostih. Okras vpliva na obliko črk in različne dekorativne oblike se mešajo na zelo neklasičen način. Linije so že nagnjene k spiralam in metamorfizaciji, kot v prikazanem primeru. Poleg črne barve se za pikčasto dekoracijo uporablja tudi oranžno črnilo. Klasična tradicija je zamujala z velikimi začetnimi črkami (v rimskih besedilih je pogosto zelo težko ločiti besede) in čeprav se je v tem času pogosto uporabljala v Italiji, so bila pogosto postavljena na levi rob, kot da bi jih odrezali od ostalega besedila. Otoška težnja, da se dekoracija zaviha v besedilo in jo vedno bolj prevzame, je bila radikalna novost.  Bobbio Jerome, ki po napis datiral pred leto 622, iz samostana Bobbio, irskega misijonskega centra v severni Italiji, ima bolj zapleteno začetnico z barvanjem, ki kaže še bolj razvite otoške značilnosti, tudi na takšni lokaciji. Iz istega skriptorija in podobnega datuma ima Bobbio Orosius prvo stran preproge, čeprav je sorazmerno preprosta. 
Fragment iz knjige evangelijev iz Durhama. Najzgodnejši ohranjen pobarvan otoški rokopis, proizveden v Lindisfarne okoli leta 650, vendar ostaja le še sedem listov knjige, ne pa vsi z iluminacijo. Uvaja preplet in uporablja tudi keltske motive iz kovine. Oblika dveh preostalih strani jih označuje kot razširitev na dveh straneh. 
Knjiga iz Durrowa. Najstarejša ohranjena evangeljska knjiga s popolnim dekoracijskim programom (čeprav ni vse ohranjeno): šestih stranskih preprog, štiri celostranske miniature simbolov evangelistov, štiri strani z zelo velikimi začetnicami in okrašeno besedilo na drugih straneh. Okrašene so številne manjše skupine začetnic. Datacija in kraj izvora ostajajo predmet razprave, pri čemer so običajni kandidati leto 650-690 in Durrow na Irskem, Iona ali Lindisfarne. Vplivi na dekoracijo so prav tako zelo sporni, zlasti glede koptskega ali drugega iz Bližnjega vzhoda. 
Po velikih začetnicah se naslednje črke v isti vrstici ali v nekaterih vrsticah izven teh še naprej okrašujejo z manjšo velikostjo. Veliko se uporabljajo pike okrog zunanjih velikih začetnic. Figure so zelo stilizirane in nekatere strani uporabljajo germanski preplet živalskega okrasja, medtem ko druge uporabljajo celoten repertoar keltskih geometrijskih spiral. Vsaka stran uporablja drugačen in skladen nabor dekorativnih motivov. Uporabljajo se le štiri barve, gledalec pa se skoraj ne zaveda kakršne koli omejitve od tega. Vsi elementi otoškega sloga rokopisa so že vzpostavljeni. Usmrtitev, čeprav visoke kakovosti, ni tako rafinirana kot v najboljših kasnejših knjigah, prav tako pa merilo podrobnosti ni tako majhno. 
Lindisfarnski evangeliarij, ki jih je v Lindisfarnu izdelal Eidfrit, tamkajšnji škof, med okoli 690 in svojo smrtjo leta 721 (morda proti koncu tega obdobja), je evangeliarijska knjiga v slogu knjige iz Durrowa, vendar bolj zapletena in kompleksna. Vse črke na straneh, ki se začnejo z evangelijem, so zelo okrašene v eni sami sestavi, številne odprtine na dveh straneh pa so zasnovane kot enota, s tlemi, ki so obrnjene navzgor (začetek ...) na začetku vsakega evangelija. Eadfrith je bil skoraj zagotovo pisar in umetnik. Obstajajo štirje portreti evangelistov, ki izhajajo iz klasične tradicije, vendar so brez kakršnega koli občutka globlje obdelani. Meje okoli njih so veliko bolj jasne od okrasa besedilnih strani, očitno pa je občutek dveh slogov, ki jih Eadfrit ne poskuša v celoti vključiti. Strani preprog so izjemno zapletene in izjemno izvedene. 
Lichfieldski evangeliariji, ki so bili verjetno narejeni v Lichfieldu okrog leta 730, imajo v tej izjemni evangelarijski knjigi osem glavnih okrašenih strani, vključno z osupljivo stranjo križa na preprogi in portreti evangelistov Marka in Luke. Evangeliji po Mateju in Marku ter začetek Luke so ohranjeni. Iz tistega časa v Walesu, strani vključujejo marginalije, ki predstavljajo prve primere starega valižanskega pisanja. Rokopis je bil v stolnici v Lichfieldu od poznega 10. stoletja, razen za kratek čas med angleško državljansko vojno.
Sanktpetersburški Bede. Približno 730-746 se nanaša na samostan Monkwearmouth-Jarrow v Northumbriji, in vsebuje velike odprte začetne črke, v katerih so jasno vidne kokile iz kovine. Znotraj črk so tanki trakovi prepleta. Vsebuje tudi najzgodnejši zgodovinske začetnice s poprsjem verjetno papeža Gregorja I., ki kot nekateri drugi elementi dekoracije očitno izhaja iz sredozemskega modela. Uporablja se barva, čeprav na razmeroma omejen način. 
Knjiga iz Kellsa. Običajno datirana približno okoli leta 800, čeprav včasih več kot stoletje prej, kraj porekla med Iono in Kellsom ali drugimi kraji je sporen. Prav tako se pogosto šteje, da se je začel v Ioni, nato pa nadaljeval na Irskem, potem ko je prišlo do napadov Vikingov. Knjiga je ohranjena skoraj nepoškodovana, vendar dekoracija ni končana, nekateri deli pa so le okvirni. Je veliko bolj celovito urejena kot kateri koli prejšnji rokopis v kateri koli tradiciji, pri čemer ima vsaka stran (razen dveh) veliko majhnih okrašenih črk. Čeprav je samo ena stran s preprogo, so incipit začetnice tako gosto okrašene, s samo nekaj črkami na strani, da prevzamejo to funkcijo. Človeške figure so številnejše kot prej, čeprav so temeljito stilizirane in so bile obkrožene, celo obrobljene, z dekoracijo kot na začetnih straneh. Vključenih je tudi nekaj prizorov, kot sta Skušnjava in Prijetje Kristusa, kakor tudi Marija in otrok obkrožena z angeli (najstarejša Marija v zahodni knjigi). Več miniatur je bilo morda načrtovano ali izvedeno in izgubljeno. Barve so zelo svetle, dekoracija ima ogromno energije, pri čemer prevladujejo spiralne oblike. Zlato in srebro se ne uporabljata. 

### Druge knjige
Posebna otoška vrsta knjige je žepna knjiga evangelija, neizogibno precej manj okrašena, vendar v več primerih s portreti evangelistov in drugimi dekoracijami. Primeri so Knjiga iz Mullinga, Deer Book, Book of Dimma in najmanjša od vseh Stonyhurstov evangeliarij (zdaj v British Library), anglosaško besedilo Janezovega evangelija iz 7. stoletja, ki je pripadal sv. Cuthbertu, je bil z njim pokopan. Njegove lepe usnjene platnice so najstarejši primer zahodnega knjigoveštva, ki je mogoče ohranjeno in skoraj edinstven primer otoškega usnja v odličnem stanju konzerviranja. 
Oba anglosaška in irska rokopisa imata značilno krhkost pergamenta v primerjavi z gladko poliranimi površinami sodobnega celinskega in vseh pozno srednjeveških pergamentov. Zdi se, da so pisci, v nasprotju s poznejšimi obdobji, ki so kopirali besedilo, pogosto tudi umetniki iluminacij.

### Zapuščina otoške umetnosti
Resnična zapuščina otoške umetnosti ne leži v posebnih stilističnih značilnostih, ki so opisane zgoraj, temveč v temeljnem odklonu od klasičnega pristopa do dekoracije, bodisi knjig ali drugih umetniških del. Komaj kontrolirana energija otoškega okrasja, ki spiralno prehaja skozi formalne dele, postane značilnost kasnejših srednjeveških umetnosti, zlasti gotske umetnosti, na območjih, kjer se specifični otoški motivi težko uporabljajo, kot je arhitektura. Mešanje figurativnega z ornamentom je tudi ostalo značilno za vse kasnejše srednjeveške iluminacije. Po kompleksnosti in jakosti mešanice, so z otoškimi rokopisi tekmovala le nekatera dela iz 15. stoletja pozne flamske iluminacije. Prav tako je opazno, da so te značilnosti vedno bolj izrazite na severu Evrope kot na jugu; italijanska umetnost, tudi v gotskem obdobju, vedno ohranja določeno klasično jasnost v obliki.
Nepogrešljiv otoški vpliv je mogoče videti v karolinških rokopisih, čeprav so ti poskušali kopirati tudi cesarske sloge Rima in Bizanca. Znatno povečane začetnice pa so bile tudi bolj abstraktna dekoracija kot v klasičnih modelih. Te značilnosti se nadaljujejo v otonski in sodobni francoski iluminaciji in obdelavi kovin, preden je romansko obdobje še bolj odstopilo od klasičnih omejitev, zlasti v rokopisih in kapitelih na stebrih. [50